# Lớp natri

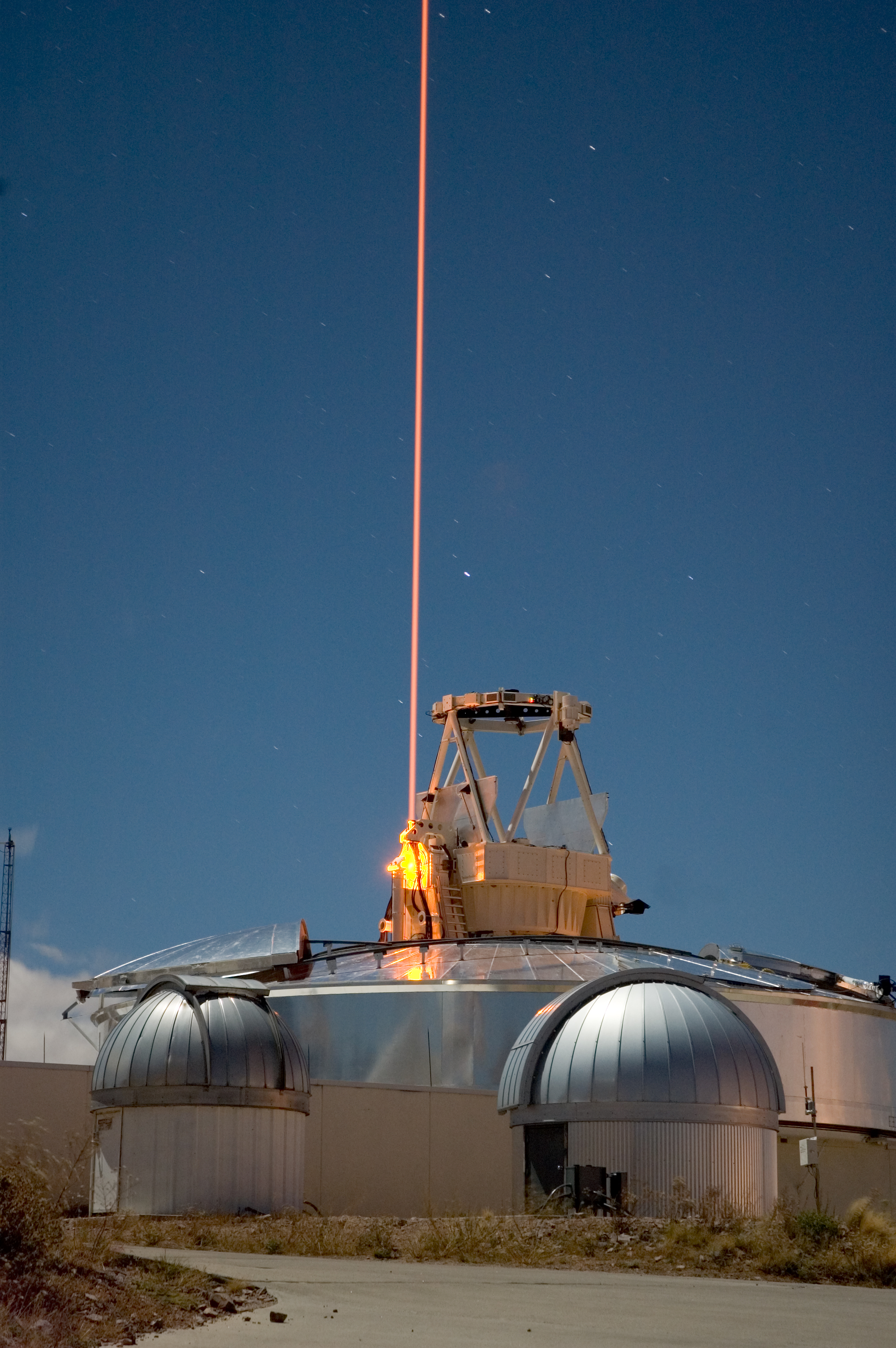
FASOR được sử dụng tại Phạm vi quang học Starfire cho LIDAR và các thí nghiệm sao dẫn hướng bằng laser được điều chỉnh theo dòng natri D2a và được sử dụng để kích thích các nguyên tử natri trong bầu khí quyển phía trên. (FASOR là viết tắt của Nguồn bổ sung tần số của bức xạ quang.)

Lớp natri là một lớp trung tính nguyên tử của natri trong tầng khí quyển của Trái đất. Lớp này thường nằm trong phạm vi độ cao 80–105 km (50–65 mi) trên mực nước biển và có độ sâu khoảng 5 km (3,1 mi). Natri đến từ sự mài mòn của các thiên thạch khi rơi vào bầu khí quyển trái đất. Natri khí quyển bên dưới lớp này thường liên kết hóa học trong các hợp chất như natri oxit, trong khi các nguyên tử natri ở trên lớp có xu hướng bị ion hóa.
Khối lượng riêng thay đổi theo mùa; khối lượng riêng cột trung bình (số lượng nguyên tử trên một đơn vị diện tích trên bất kỳ điểm nào trên bề mặt trái đất) là khoảng 4 tỷ nguyên tử natri/cm². Đối với độ dày thông thường là 5 km, điều này tương ứng với mật độ thể tích của khoảng 8000 nguyên tử natri /cm 3.
Các nguyên tử natri trong lớp này có thể bị kích thích do ánh sáng mặt trời, gió mặt trời hoặc các nguyên nhân khác. Sau khi được kích thích, các nguyên tử này phát xạ rất hiệu quả khoảng 589 nm, nằm trong phần màu vàng của quang phổ. Những dải bức xạ này được gọi là  vạch natri D. Bức xạ thu được là một trong những nguồn tạo nên hiện tượng khí huy.
Các nhà thiên văn học đã tìm thấy lớp natri hữu ích cho việc tạo ra một ngôi sao dẫn đường bằng laser nhân tạo trong bầu khí quyển phía trên. Ngôi sao được sử dụng bởi quang học thích nghi để bù cho các chuyển động trong khí quyển. Do đó, kính thiên văn dùng trong quang học có thể thực hiện gần hơn với giới hạn độ phân giải lý thuyết của chúng.
Lớp natri được phát hiện lần đầu tiên vào năm 1929 bởi nhà thiên văn học người Mỹ Vesto Slodes. Năm 1939, nhà địa vật lý người Anh - Mỹ Sydney Chapman đã đề xuất một lí thuyết chu kỳ phản ứng để giải thích hiện tượng phát sáng ban đêm.